# پیتر داتن
پیتر داتن (انگلیسی: Peter Dutton؛ زادهٔ ۱۸ نوامبر ۱۹۷۰) سیاست‌مدار استرالیایی است که از نوامبر ۲۰۰۱ عضو لیبرال مجلس نمایندگان استرالیا بوده است. او پیشتر وزارت بهداشت، وزارت ورزش را در کارنامه داشته و از سال ۲۰۱۴ وزیر مهاجرت و حفاظت مرزی استرالیا شده‌است.
وی در ۱۸ ژولای ۲۰۱۷ به عنوان وزیر امور داخله انتخاب شد و در ۲۰ دسامبر ۲۰۱۷ به عنوان ریاست اداره امور داخله منصوب شد. او قبلا به عنوان وزیر مشارکت نیروی کار و وزیر دارایی و معاون خزانه‌دار در دولت هاوارد خدمت کرده بود.